# 伍廷槐
伍廷槐（1928年12月17日—），廣東省新會人，中华民国空军将领。

## 生平
毕业于空軍軍官學校第28期，出任中華民國空軍作戰司令，之后升任空军总司令部副总司令。
總統府公報
總統令 中華民國111年11月4日華總二榮字第11100094120號

前空軍總司令部中將副總司令伍廷槐，厲節剛毅，恢奇端方。少歲寇虜逼擾華夏，銳意獻身邦家，爰卒業空軍軍官學校，復入三軍大學空軍指揮參謀學院及戰爭學院正規班研脩，潛心飛航絕技虎略，悉力戰術布陣龍韜，懸頭奮臂，壯志凌霄。歷任飛行員、作戰官、聯隊長、國防部人事參謀次長室助理次長暨空軍總司令部人事署署長、督察室督察長、作戰司令部司令等職，殫慮F-104換裝組訓，督飭人資管考綜覈，迴籌轉策，明效大驗。赤氛禍起，於東山、金廈、一江山等諸役中，銜命進襲炸射合擊，阻截匪共侵越妄圖；擔承掩護戒備邊務，恪盡巡逴偵察要責，飛將勁旅，驃悍果烈；振翅鷹瞵，守土安民。曾獲頒雲麾、忠勤、翔豹等二十餘座勳獎章殊譽。綜其生平，勇作捍衛金馬臺澎之干城，誓成戍禦海峽空域之屏障，英風高義，燕然勒石；猷為勳績，聿昭青史。遽聞鶴齡殂落，軫悼良殷，應予明令褒揚，用示政府崇念忠藎之至意。
總　　　統　蔡英文
行政院院長　蘇貞昌